# Koos Plooij
Jacobus (Koos) Plooij (1962) is een bekende Nederlandse officier van justitie. Sinds 2004 is hij officier van justitie bij het Landelijk Parket in Rotterdam, waarbinnen hij met strafrechtelijke onderzoeken op het terrein van de zware criminaliteit is belast.

## Levensloop
Afkomstig van reformatorischen huize studeerde hij van 1980 tot 1984 rechten aan de Universiteit Utrecht. Van 1985 tot 1991 volgde hij de raio-opleiding (rechterlijk ambtenaar in opleiding) bij de rechtbank en het Openbaar Ministerie van Utrecht.
Zijn carrière begon in 1991 als officier van justitie in Utrecht. Hier behandelde hij zowel milieu- en jeugdzaken als de veelvoorkomende en de zware criminaliteit. In 1998 stapte Plooij over naar het parket in Amsterdam om zich uitsluitend met zware criminaliteit bezig te houden, met een nadruk op strafrechtelijke onderzoeken naar de zogenoemde 'Hollandse' netwerken. In 2001 werd hij bevorderd tot officier van justitie eerste klasse.
Plooij verwierf bekendheid als aanklager in de zaken tegen Mink Kok, Charles Zwolsman, Volkert van der Graaf, de lijfwacht van Sam Klepper en de onderzoeken naar een aantal geruchtmakende liquidaties in het Amsterdamse criminele milieu (onder wie Jan Femer, Sam Klepper, Cor van Hout, Magdi Barsoum en John Mieremet).
In april 2003 ontving Plooij een kogelbrief. Naar later bleek was deze afkomstig van een 48-jarige Rotterdammer die heropening van het onderzoek naar de moord op Chris van de Werken wilde afdwingen. In september 2003 werd bekend dat criminelen plannen hadden om Plooij te vermoorden middels Albanese huurmoordenaars. Onder meer Greg Remmers en Jotsa Jocić werden genoemd als mogelijke opdrachtgevers. Plooij moest geruime tijd onderduiken maar bleef zo veel mogelijk aan het werk. Toen bleek dat het OM geen toestemming gaf voor het inzetten van een kroongetuige in het onderzoek naar de bedreiging, stopte hij enige tijd met het aandachtsgebied van de 'Hollandse' netwerken.
Per 1 september 2004 stapte Plooij over naar het Landelijk Parket om zich wederom bezig te houden met de bestrijding van zware criminaliteit. Met zijn toenmalige collega officier van justitie Fred Teeven leidde hij het onderzoek van de Nationale Recherche tegen Willem Holleeder en anderen, verdacht van georganiseerde afpersing van een aantal vastgoedhandelaren, onder wie de in mei 2004 vermoorde Willem Endstra. Gedurende dat onderzoek werd hij op 1 januari 2005 ook toegevoegd aan het onderzoek van de Nationale Recherche naar de zogenoemde Hofstadgroep rond Mohammed Bouyeri, verdacht van terroristische misdrijven. Nadien trad hij bij de rechtbank en in hoger beroep op als aanklager in het proces tegen Jan-Dirk Paarlberg, verdacht van witwassen van ongeveer € 17 miljoen die Holleeder van Endstra had afgeperst.
Sinds 2008 werkte hij ook met zijn toenmalige collega Robert Hein Broekhuijsen samen in het fraudeonderzoek van de FIOD naar Willem Scholten, voormalig hoogste ambtenaar en directeur van het Havenbedrijf Rotterdam, en zakenman Joep van den Nieuwenhuyzen.
Plooij geldt binnen het Openbaar Ministerie als een pleitbezorger van het opsporingsmiddel van afspraken met kroongetuigen, ook wel 'deals met criminelen' genoemd. Behalve officier van justitie is hij ook plaatsvervangend advocaat-generaal bij het Gerechtshof van Amsterdam en voorts lid van de Centrale Toetsingscommissie van het Openbaar Ministerie.
In 2018 kwam naar buiten dat het OM twee Mocro Maffia-leden, waaronder Ridouan Taghi, verdenkt van het beramen van een aanslag op Plooij.